# Teddybears
Teddybears (în trecut cunoscuți și ca Teddybears STHLM) este o formație suedeză formată în 1999, cunoscută pentru combinarea genurilor pop, rock, hip-hop, electronic, reggae, punk și alte genuri.

## Discografie

### Albume
| An   | Album                                 | Numele formației |
| ---- | ------------------------------------- | ---------------- |
| 1993 | You Are Teddybears                    | Teddybears STHLM |
| 1996 | I Can't Believe It's Teddybears STHLM | Teddybears STHLM |
| 2000 | Rock 'n' Roll Highschool              | Teddybears STHLM |
| 2004 | Fresh                                 | Teddybears STHLM |
| 2006 | Soft Machine                          | Teddybears       |
| 2010 | Devil's Music                         | Teddybears       |
| 2015 | TBA                                   | Teddybears       |

### EP-uri
- Women in Pain (1991)
- Extra Pleasure (1993)
- Step on It (We Are The Best!) (lansat numai în Germania) (1994)
- No More Michael Jackson (2011)

### Single-uri
- "Purple Rain" (1995)
- "Magic Finger" (1996)
- "Kanzi" (1996)
- "Ahead of My Time" featuring Daddy Boastin' (1999)
- "Yours to Keep" feat. Paola (2000)
- "Automatic Lover" (2000)
- "Hiphopper" featuring Thomas Rusiak (2000)
- "Rock 'n' Roll Highschool" feat. Thomas Rusiak (2000)
- "Cobrastyle" featuring Mad Cobra (2004, US release: 2006)
- "Hey Boy" featuring Swing-Fly (2004)
- "Little Stereo" featuring Daddy Boastin' (2005)
- "Punkrocker" featuring Iggy Pop (2006)
- "Yours to Keep" feat. Neneh Cherry (2006)
- "Get Mama A House" feat. B.o.B. (2009)
- "Rocket Scientist" feat. Eve (2010)
- "No More Michael Jackson" (2011)
- "Sunshine" feat. Malte Holmberg & Natalie Storm (2014)
- "Shimmy Shimmy Style" (2014)
- "What´s Your Problem?" feat. Baby Trish (2015)
- "Broken Heartbeat" feat. Beenie Man (2015)

## Legături externe
- Site oficial Arhivat în 30 august 2016, la Wayback Machine.